# Акуловский Участок
Акуловский Участок — деревня в Старожиловском районе Рязанской области. Входит в Гулынское сельское поселение

## География
Находится в западной части Рязанской области на расстоянии приблизительно 6 км на северо-восток по прямой от районного центра поселка Старожилово.

## История
На дореволюционных картах данная деревня не отмечалась,, аналогично отсутствуют и соответствующие статистические сведения того периода,.

## Население
Численность населения: 48 человек в 2002 году (русские 98 %), 48 в 2010.